# Томарски манастир
Манастир на ордена на Христос (на португалски: Convento de Cristo) – основна твърдина на португалския орден на тамплиерите и техните наследници на орден на Христос. Включена като пристройка на замъка през XII век, по-късно променена в манастир. С течение на годините, под сянката на крепостта израства град Томар. През 1983 г. манастирът на Христос е причислен от ЮНЕСКО сред паметниците на Световното културно наследство.
Преустройството му е в стил Мануелин.

## Кръгла църква
Най-древната сграда на комплекса е кръглата църква (rotunda), като лондонския Темпъл и други тамплиерски църкви, построени като имитация не толкова на храма на Гроба Господен, колкото на арабския купол на Скалата (който кръстоносците погрешно приемат за фрагмент на Соломоновия храм). По отношение на декорацията (растителни мотиви по колоните), тя по-скоро прилича на катедралата в Коимбра.

## Крепостта на ордена
През 1190 г. крепостта на ордена на тамплиерите с невиждани дотогава в Иберия кръгли ъглови кули, устоява на обсадата на маврите начело с Якуб ал-Мансур. В близост до Томар, рицарите изграждат още една цитаделата – Алмоурол. След закриване през 1312 г. на ордена на тамплиерите португалската собственост е прехвърлена по заповед на крал Денис на орден на Христос, избрал Томар за главната си резиденция през 1347 година.

## Преустройство
Крал Мануел, още преди възкачване на трона е избран за велик магистър на ордена на Христос, разгръща в Томар мащабно строителство. След издигането на нов Неф, кръгла църква на тамплиерите се превръща в апсида. Неговият наследник Жуау III пристроява към мануелинския неф елегантен ренесансов клоатър; дострояван при Филип II от италианецът Филипо Терци. Само от XV—XVI век в манастира дострояват осем клоатри:
- клоатър за двуетажна готическа обител, построена около 1433 от Енрике Мореплавателя.
- клоатър Cemitério: Също така се появява по времето на Енрике. Тук са погребани рицари и монаси от манастира. Тук е погребани в гробница стил мануелин (около 1523) костите на Диого да Гама, брат на Вашку да Гама.
- клоатър Санта Барбара: от 16 век, построена в стил мануелин.
- клоатър на дов Филип: Двуетажна обител с бароков фонтан. На Втория етаж през 1580 година испанският крал Филип II, е коронован като крал на Португалия.
- клоатър на Жуау III: Започнат от Жуау III и първоначално планиран от испанския архитект Диого де Торавола. Довършен през 1557 година от архитекта на Филип І, италианеца Филипо Терзи. Тази двуетажна обител свързва общежитието с църквата. Той е един от най-важните примери за Маниеризъм в Португалия. Етажите са свързани с елегантни спирални стълби в ъглите на обителта.

Манастирският акведукт е паметник от времето на испано-португалска уния.
- Томарски манастир
- Кръгла църква
- Мануелински портал
- Интериор на кръгла църква
- Мануелински наличник (1510 – 1513)
- Клоатър от времето на Жуау III
- Клоатър изглед от горе

## Капела Портокареигос
Капелата на Антонио Портокареигос и неговите съпруги е построена от семейството през 1626 година. Стените са покрити с плочки, създаващи илюзия от форми на диамант от седемнадесети век (в три цвята). Поставените на земята плочки наподобяват килим. През началото на 18 век стените са украсени с единадесет панели, илюстриращи живота на Христос.